# 북함양 분기점
북함양 분기점(北咸陽分岐點, N.Hamyang Junction, 북함양JC)은 경상남도 함양군 지곡면 마산리에 설치될 예정인 함양울산고속도로와 통영대전고속도로가 만나는 분기점이자 함양울산고속도로의 기점이다. 2026년 12월에 개통될 예정이다.

## 역사
- 2017년 6월 19일 : 2026년까지 분기점 신설을 위해 함양군 도시계획시설 교통광장에 지곡면 마산리 일원을 고시[1]

## 구조물 정보
인근에 지곡 나들목이 매우 가까이 위치하고 있다.
- 위치 : 경상남도 함양군 지곡면 마산리

## 접속하는 노선

### 울산방면
- 함양울산고속도로

### 통영・대전방면
- 통영대전고속도로